# Дубровский сельсовет (Оренбургская область)
Дубровский сельсовет — сельское поселение в Шарлыкском районе Оренбургской области Российской Федерации.
Административный центр — село Дубровка.

## История
9 марта 2005 года в соответствии с законом Оренбургской области № 1919/356-III-ОЗ образовано сельское поселение Дубровский сельсовет, установлены границы муниципального образования.

## Население
| 2010 | 2012 | 2013 | 2014 | 2015 | 2016 | 2017 |
| ---- | ---- | ---- | ---- | ---- | ---- | ---- |
| 346  | ↘339 | ↗345 | ↗354 | ↗358 | ↘344 | ↗350 |
| 2018 | 2019 | 2020 | 2021 |      |      |      |
| ↘349 | →349 | ↗352 | ↗361 |      |      |      |

## Состав сельского поселения
| № | Населённый пункт | Тип населённого пункта       | Население |
| - | ---------------- | ---------------------------- | --------- |
| 1 | Дубровка         | село, административный центр | 290       |
| 2 | Луна             | посёлок                      | 56        |